# شاندور چانی (بانکدار)
شاندور چانی (انگلیسی: Sándor Csányi؛ زادهٔ ۲۰ مارس ۱۹۵۳) اقتصاددان، بانکدار، کارآفرین و سرمایه‌دار اهل مجارستان است، که به عنوان مدیرعامل اوتی‌پی بانک و عضو هیئت مدیره گروه مول و مسترکارت فعالیت می‌نماید. وی همچنین ریاست فدراسیون فوتبال مجارستان را نیز برعهده دارد.